# Даниел Фридрих фон Плесен
Даниел Фридрих фон Плесен (на немски: Daniel Friedrich von Plessen; * 23 август 1629 в Дьонкендорф; † 1690 в Дьонкендорф) е благородник от род фон Плесе/Плесен, господар в имението Дьонкендорф, днес към Калкхорст в Мекленбург-Предна Померания.
Той е син на Ханс фон Плесен (* 1586) и съпругата му Ева фон Лютцов († 1639), дъщеря на
Адам фон Лютцов и Маргарета фон Паркентин. Внук е на Даниел фон Плесен-Щайнхаузен († 1597/1598) и Маргарета фон Крозигк († 1625 от чума). Чичо му Фолрад фон Плесен (1560 – 1631) е държавен министър
в Курфюрство Пфалц на Фридрих V фон Пфал).

## Фамилия
Даниел Фридрих фон Плесен се жени 1651 г. за Анна Луция фон Гьорне (* ок. 1630; † 1675, Дьонкендорф), дъщеря на Томас фон Гьорне и Луция фон Врампен. Те имат две дъщери:
- Луция Мария фон Плесен (* 17 юли 1661, Дьонкендорф; † 13 април 1693, Гресов), омъжена за Корд Валентин фон Плесен (* 1652, Щернберг; † 1714, Гресов), син на Курд Валентин фон Плесен (1603 – 1679) и първата му съпруга Агата фон Бюлов (1614 – 1653)
- София Агнес фон Плесен (* 1673, Дьонкендорф; † 1 май 1716), омъжена на 10 ноември 1700 г. в Готесгабе за Беренд Хартвиг фон Плесен (* 22 май 1659, Мюселмов; † 18 юни 1738, Шверин), син на Курд Валентин фон Плесен (1603 – 1679) и втората му съпруга Анна София фон Пентц

Даниел Фридрих фон Плесен се жени втори път на 21 декември 1675 г. в Калкхорст за Урсула Доротея фон Шак (* ок. 1637; † 1720, Шверин), дъщеря на Клаус фон Шак († 1668) и Маргарета фон Бухвалд († 1678). Те имат два сина:
- Ото Леополд фон Плесен (* 1679), женен за Кристина Луиза фон Граевенитц; имат дъщеря
- Йохан Фридрих фон Плесен (* 21 март 1678, Дьонкендорф; † 7 юли 1724, Арнхем, Нидерландия), женен на 7 октомври 1712 г. в	Гресов за София Доротея фон Плесен (* 29 април 1694, Барнеков; † 26 октомври 1742, Раден); имат син:
  - Кристоф Леополд Хартвиг фон Плесен (* 9 януари 1721, Шверин; † 16 декември 1763, Раден), женен 	на 22 април 1757 г. в Раден за Катарина Доротея фон Плесен (* 27 април 1741, Щайнхаузен; † 15 март 1803, Щайнхаузен); имат син